# 大學

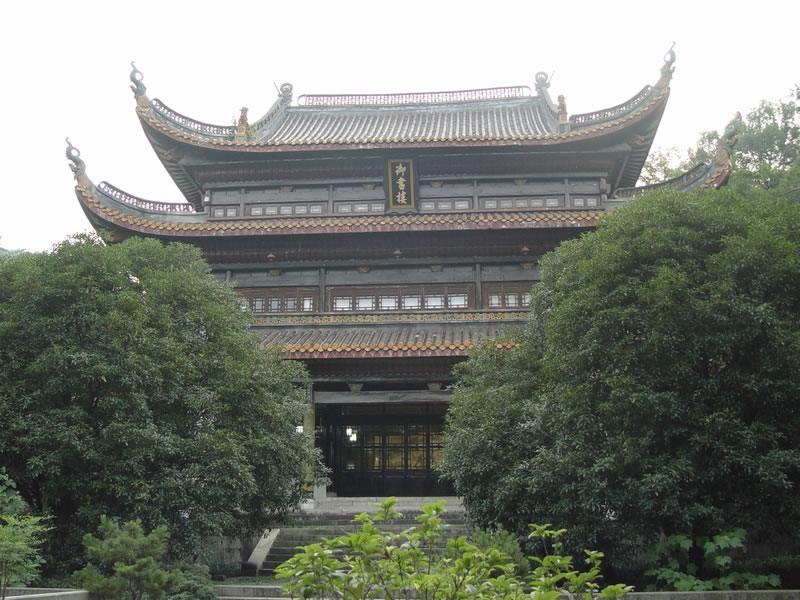
岳麓书院御书楼

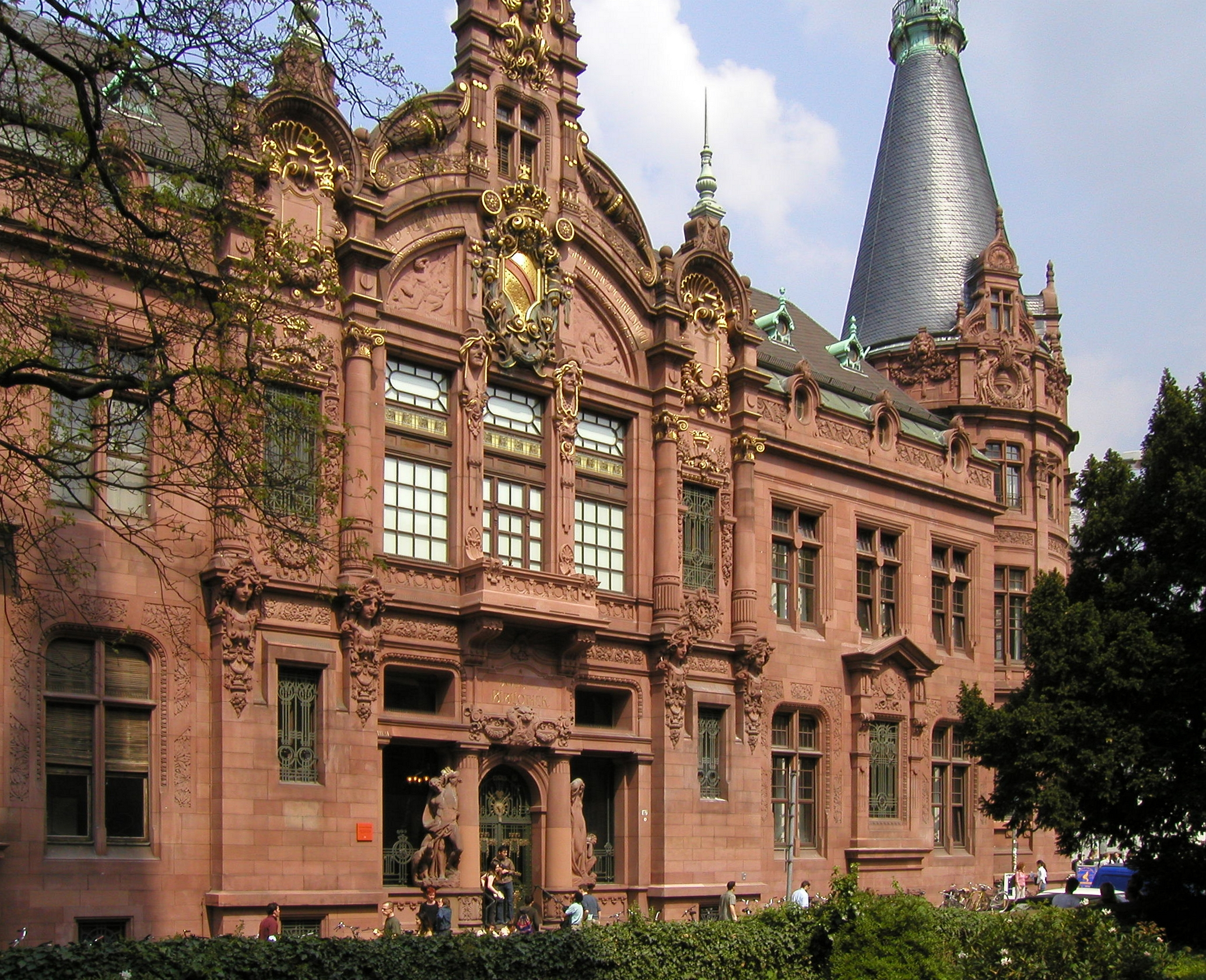
海德堡大学

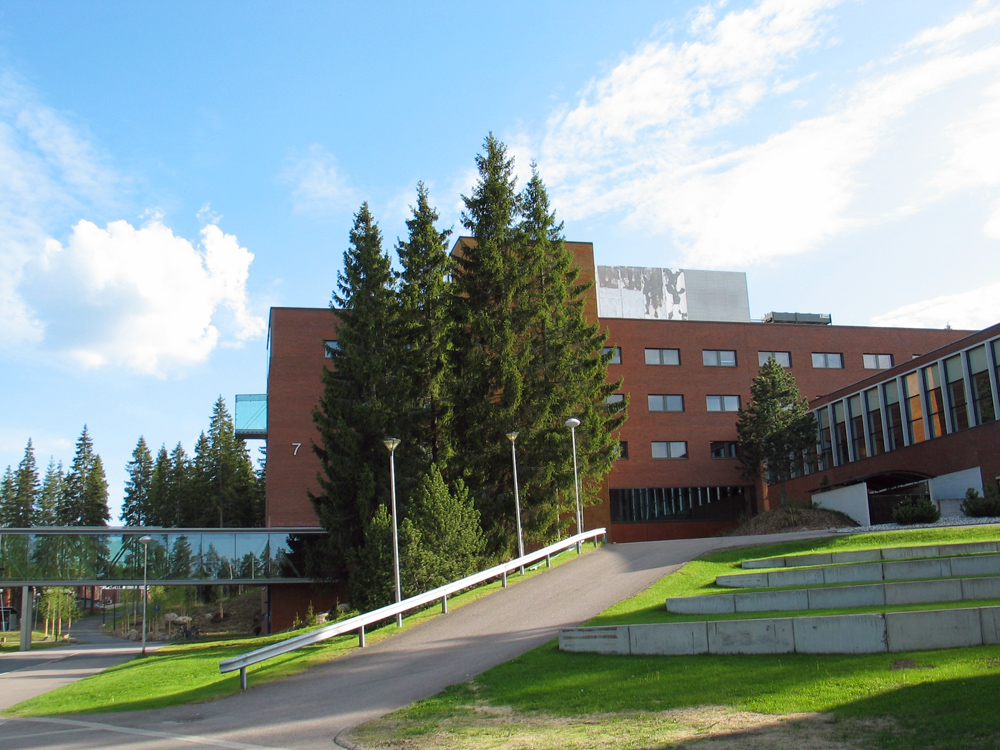
芬蘭拉彭兰塔的 拉彭兰塔理工大学

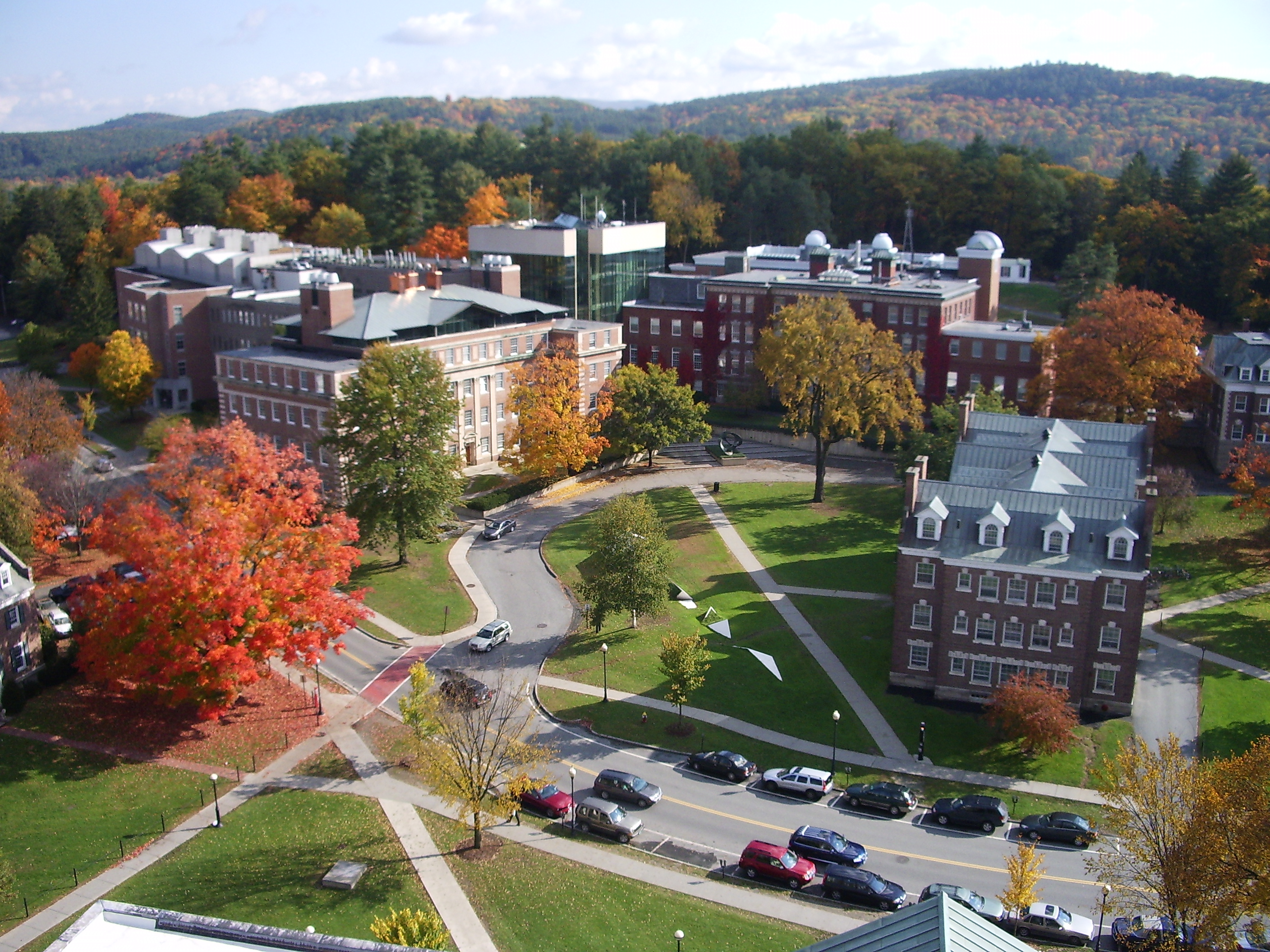
美國達特茅斯學院

大學是提供教學和研究條件，授權頒發副學位和學位的高等教育機構。現代的大學通常包括授予副學位和學士學位，下設不同學院及學系，以及授予碩士和博士學位的研究生院或研究所。

## 历史

### 中国

#### 封建時期
「大學」一詞除了指儒家經典四書之一的《大學》外，尚指聚集在特定地點整理、研究和傳播高深領域知識的機構。根據文獻記載，大學作為一種具有高等教育職能的機構，可以追溯到五帝時期的成均和上庠；董仲舒謂：“五帝名大學曰成均，則虞癢近是也”。虞舜時，成立上庠，“上庠”即“高等學校”的意思；鄭玄：“上庠為大學，在王城西郊。”以後夏朝的東序，商朝的瞽宗，周朝的辟雍，均是當代位於京師的最高學府。战国时期，齐国国君田齐桓公建立的稷下学宫是一种由官方主办、私人主持的办学模式。中国思想史上不可多见、蔚为壮观的“百家争鸣”，可見於稷下的記載。孟子、淳于髡、邹衍、田骈、环渊、鲁仲连等战国名学者，名气稍逊的彭蒙、季真、王斗、田巴等都曾在此讲学，荀子更是做过祭酒（相当于校长），是中国高等教育的一个寫照。

#### 皇朝時代

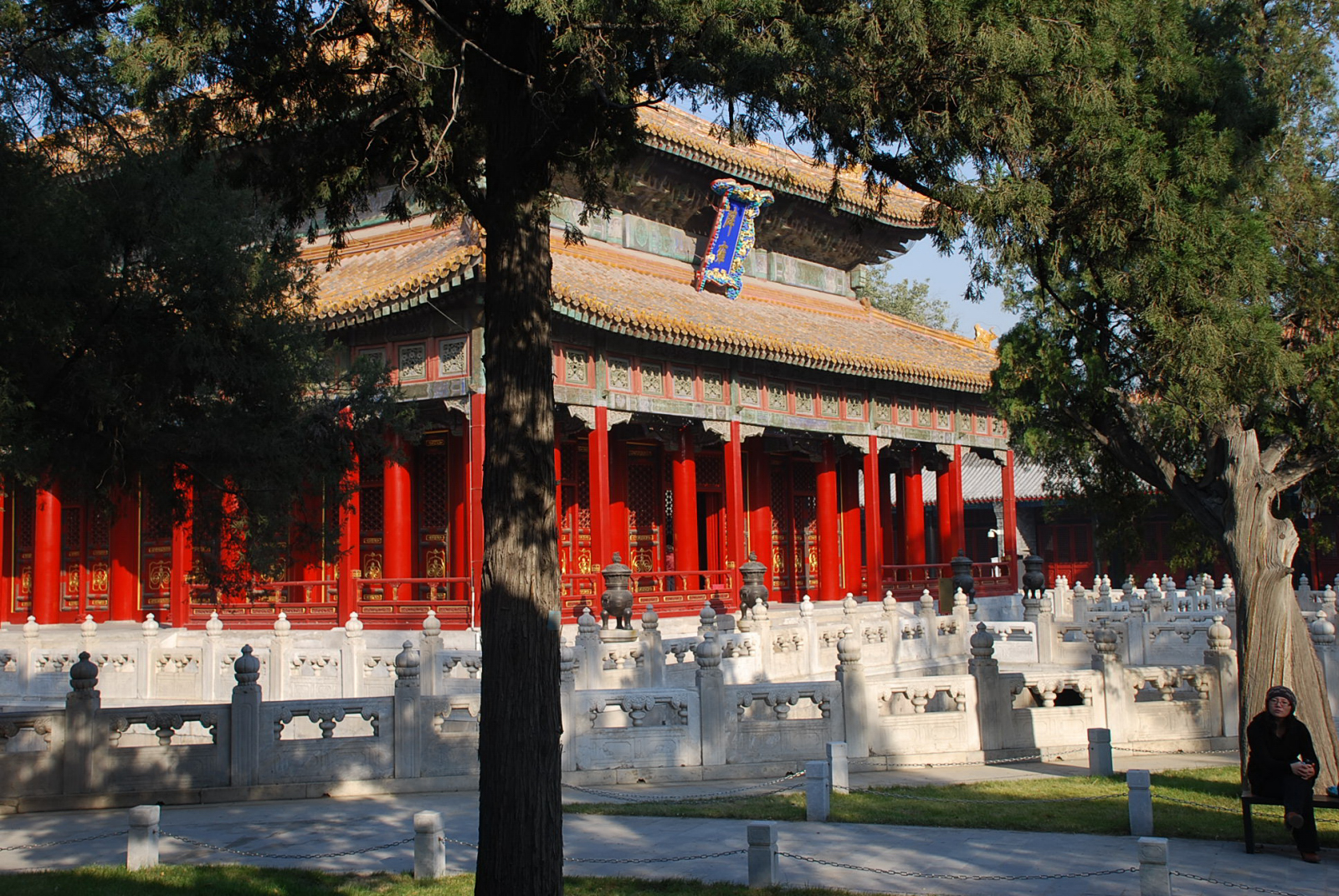
北京国子监辟雍殿

中國在漢朝時，長安設立太學為最高學府，而地方也開始設立郡學、州學、府學、縣學等供同齡學生學習的地方，俾使出色的學生可進至太學深造。
隋唐以後太學改稱國子監。唐朝的國子監有六個學門，有固定的師資和學生，也有固定的校址。學生可依志趣而自由選修。聰明而學習快者，可以提早畢業，頗具因材施教的雅意。再訓導方面，則以儒家的禮教對學生的品德和行為施予陶冶與導正。此外，國子監也有固定的假期，每年約一百二十餘日，以供學生休息和調適。關於國子監等名稱，雖然不同於今日之大學，乃因國情差異所致，惟不可否定其大學的本質。唐朝以後出現書院。書院可以分為大學部、小學部，有些並不嚴格區分，有官辦，有私立，不少是私辦官助。白鹿洞書院、嶽麓書院、應天府書院、嵩陽書院、石鼓書院、茅山書院等都是著名書院的代表。中國傳統的學校以培養公共政治服務的官員仕人以及從事文化教育的文人為主，偏重儒學人文教育。另外，還有专门学科部或者專科性的高等教育機構。南朝宋時設有儒學館、玄學館、文學館、史學館。合併後，分儒、道、文、史、陰陽五部學。唐朝的國子監設有律學館、書學館、算學館。明朝時，設有專門培養外交翻譯人才的四夷館。此外，尚有兼具人才培養功能的專門性的科學研究及技術應用的機構，如醫學領域的太醫館等，天文曆法領域的司天監（欽天監）等。還出現過綜合性的學術研究機構，如南朝之宋朝設立的華林學省，相當於今日的中央研究院。

#### 近現代

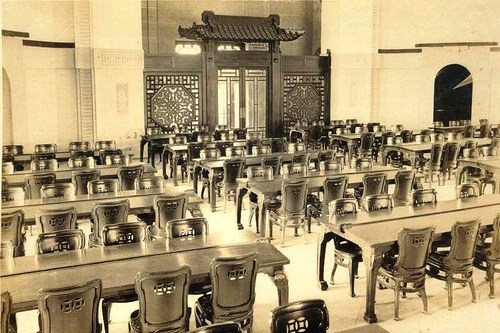
武漢大學老图书馆

明天啟三年（公元1623年），意大利傳教士艾儒略在《職方外紀》中將歐洲的各類學校譯為「小學」、「中學」、「大學」。《職方外紀》卷二云：「歐邏巴諸國皆尚文學，國王廣設學校。一國一郡有大學、中學，一邑一鄉有小學。」
十九世紀清廷屢次敗於西方國家，從而推動自強運動、推行洋務 ，成立同文館、江南製造局、福州船政學堂等翻譯西學。傳教士則在上海等地建立學院(colleges)，教授西式課程。1895年甲午戰敗、八國聯軍清廷出逃、再加上1905年日本戰勝俄國，才讓西化成為政治、知識界的主流意見，傳統的科舉也廢止。
從此大學開始成為菁英培育的重要機構。民國初期由在德、法國留學過的蔡元培擔任教育總長(1912-1913)。蔡重視學術自由，制訂高等教育法規區分專科學院和大學（大學必須包括文、理等基礎學科），對於後續大學的建立有深遠的影響。1917年蔡元培擔任北大校長，招募陳獨秀、胡適等知名學者任教。北大師生創辦的〈新青年〉、〈新潮〉雜誌引領全國風潮，使北大成為大學的龍頭。
蔡的治校觀念深受德國影響，強調學習的自由、教授治校等。隨著蔣夢麟、胡適等留美學者的歸來，美式的大學治理及實用主義的教育理念，透過1922年及1924年的大學法修正而成為主流。大學不只應包含基礎學科科學、還包含應用學科，大學行政由行政（或董事會），主導，大學在學術研究之外，還負有社會責任。
北洋政府大學數目由8所增加為1923年的35所，學生人數則從3,500左右增加到月13,000人。知名的大學，除了北大之外，有浙江、武漢、交通大學，清華學堂則以庚子賠款創校；私立大學則有南開、另有教會創辦的大學，如燕京、金陵、東吳等。
國民政府在北伐之後，由於政局相對穩定、經濟得以發展，大學數目持續增加、學生在1937年時增加到31,000左右。各學科的必修課程逐漸遵循共同的標準，選修課也開始建立指引，新的教科書逐漸出現，大學教師的水準受到重視，開始教師素質的評鑑。由於對大學教育的品質有所顧慮，教育部邀請國際聯盟派遣團到華考察並提供建議。最後建立全國的大學招生考試，另各校設立畢業考試確保學生的素質。大學的研究、如中國文史、人類學及社會學的田野研究、農業與工業的開發，工程的研究逐漸開展。大學主要分布在沿岸的城市、上海和北京最多，西北和西南闕如。
抗戰時期(1937-1945)則是另一個高等教育的階段。許多學校為躲避戰火而搬遷到原本沒有高等教育的地區。如北京、清華、南開大學在雲南昆明組成西南聯大(1938)。北平大學、北平師範大學、及北洋工學院則成立西北聯合大學，最初落腳在西安。但青海、蒙古、新疆、寧夏等地仍無高等教育。
中國共產黨在民國時期開始嘗試高等教育，但由於資源缺乏加上戰亂，成效較為有限。1922年成立的上海大學由國民黨成立，但由於行政單位及師生有大量的共產黨，訓練出一批共產黨早期人才，卻於1927年四一二事件中廢校。1934年共產黨「長征」抵達延安後，成立在抗日軍政大學(1933)、中國女子大學(1939)、延安大學(1941)等短期教育機構培養黨內青年。由於以革命為導向，學術自主本來就不是這些學校追求的目的，1942-1944年的整風運動又壓制延安早期的相對自由的思想，奠定以毛澤東主義指導共產黨的高等教育。
小學以上的女子教育約在1900年代，最早由教會的書院提供，清末的革命志士如秋瑾也提倡女學。北京女子師範學校於1919年升格為學院，是第一個接受女性的女子教育機構。北大則在1920年開始招收女生。1922年已有31所大學接受女性入學。1931年，全國大學的女學生約佔10%。

#### 香港
在香港設立大學的構想，於1880年由第八任香港總督軒尼詩提出，但當時教育委員會認為香港尚未具備設立大學的條件，計劃遭到擱置。直至1908年，第十四任港督盧吉公開提出要創辦英國式的香港大學，並向在香港經商的外籍商人籌募開辦大學的經費，居港的印度籍商人麼地率先捐出15萬港元作為建築費用及3萬港元用作營運經費，在香港營商的銀行和洋行，包括太古、滙豐和怡和等，都紛紛出資贊助，而海外華僑亦捐款支持，在籌得所需經費後，大學的首幢教學大樓於1910年在般咸道與薄扶林道交界處動工興建，政府同時配合首所大學的成立提出條例草案及展開立法工作，於1911年通過《1911年大學條例》，於1911年3月成立的香港大學成為香港第一所大學，香港大學本部大樓於1912年落成後於同年開課。
由於早年香港奉行精英教育制度，香港長期只有一所大學，經多年爭取後，香港第二所大學是1963年成立的香港中文大學，後來香港政府推動相關香港經濟轉型，1985年10月，香港總督尤德在施政報告中宣布香港將興建第三間大學，香港科技大學於1991年成立。在香港只有三所大學的時期，香港只有少部分學生能夠考入大學，於是社會便有增加大學學位的意見，香港政府於是將多間學院升格成為大學，香港理工大學、香港城市大學、香港浸會大學、香港都會大學及嶺南大學先後於1990年代相繼獲准升格成為大學，香港樹仁學院於2006年升格為香港樹仁大學是香港首間私立大學，香港教育學院經多年爭取後亦於2016年獲批准升格為香港教育大學。恒生管理學院於2018年10月升格為香港恆生大學，為香港第二間私立大學。2024年1月，明愛專上學院通過學術評審獲准升格，並更名為聖方濟各大學。
香港的大學，除私立大學外，都是法定機構，由專屬法例訂其明其最高管理架構的組成及權限，並賦予大學享有自主權。私立大學，一般不屬法定機構，則要依據《專上學院條例》註冊，亦可取得比《教育條例》註冊更多的自主權。大學需設有完善的管理架構，確保其開辦課程的質素，並由政府及評核機構授予自行評審資格，尚未獲授予自行評審資格的院校，亦需在最少三個學科範疇取得學科範圍評審資格。香港的學位課程主要分為教資會資助課程及自資課程，前者由大學教育資助委員會的資助院校開辦，後者不論教資會資助院校或自資專上院校均有開辦。八間由教資會分配政府撥款，開辦受教資會資助學位課程的院校，分別是香港大學、香港中文大學、香港科技大學、香港理工大學、香港城市大學、香港浸會大學、嶺南大學和香港教育大學，並由教資會分配以三個學年為一周期的補助金。香港都會大學及香港樹仁大學屬於自資院校界別，由政府設立專項計劃撥款資助，前者通過指定專業／界別課程資助計劃開辦受政府資助的學位課程，後者亦於2017年獲納入政府為自資院校而設的免入息審查資助計劃。香港的專上院校除通過以上形式取得政府的資助外，向善長及私人機構籌款亦是經費的主要來源，政府亦設立配對補助金計劃鼓勵專上院校向社會人士及工商機關籌募善款，從而推動香港專上教育的發展。於1990年設立的大學聯合招生辦法是香港各大學所開辦的全日制學士學位課程的主要招生途徑，只有香港樹仁大學的各類學位課程仍需直接提交申請。
香港對「大學」及對應英文“University”作為機構名稱的使用設有限制，除了已經由立法會通過或取得行政會議同意之外，任何公司機構及院校都不得在名稱包含「大學」及英文“University”的字詞，海外大學在香港開辦的課程則屬例外。由於「學院」在香港社會有比不上「大學」的觀感，因此除了香港大學、香港中文大學、香港科技大學，這三所成立時已為大學的院校外，其他香港大專院校都一直爭取獲准正名為大學，香港教育學院爭取升格為大學期間，校長張仁良承認香港教育學院升格為香港教育大學可解決教育學院學生因為「學院」名稱產生自卑感的問題。
由於升格大學被認為有助收生，繼教院升格大學後，珠海學院先後向政府提交升格大學的申請，東華學院亦已表達升格私立大學的意向，薩凡納藝術設計學院則因為是在香港開辦課程的海外院校，其自行更名為「薩凡納藝術設計大學（香港）」並沒有違反香港對大學命名的規限。

### 西方
在英文中，大学一词为University，是由“universe”（宇宙）这个词的前身衍生而来的。“Universe”的前身，在拉丁文中为“universus”，是由表示“一”的“unus”和表示“沿着某一特定的方向”的“versus”构成的，“Universus”字面上的意思因此就是“沿着一个特定的方向”。“Universum”是“universus”的中性单数形式，用作名词时指“宇宙”，同样衍生词“universitas”也指“一群个人的联合体，社团”。在中世纪，拉丁文在政府、宗教和教育等领域得到使用，“universitas”这个词被用来指由教师和学生所构成的新联合体，比如在博洛尼亚、萨勒诺和牛津出现的这种联合体。这类联合体即是今天的大学的最初形式。今天的“university”这个词可以上溯到拉丁词，它首次被记录下来是在大约1300年，当时就是用来指这种联合体。在近代中国和西方交流以来，现在所称的西方的大学（英语：University，法语：Université，德语：Universität）早期被翻译为“书院”等，后来才统一改称“大学”。
在更早期，希腊哲学家柏拉图于公元前387年在雅典附近的Academos建立“Academy”（柏拉圖學院），教授哲学、数学、体育，这被一些人认为是欧洲大学的先驱。
欧洲中世纪的大学是从教会办的师徒结合的行会性质学校发展起来的。在十一世纪时，“大学”一词和“行会”一词同样被用来形容行业公会，但是到了十三世纪时，“大学”一词就被用来专指一种学生团体。
欧洲中世纪的大学主要有三种形式：

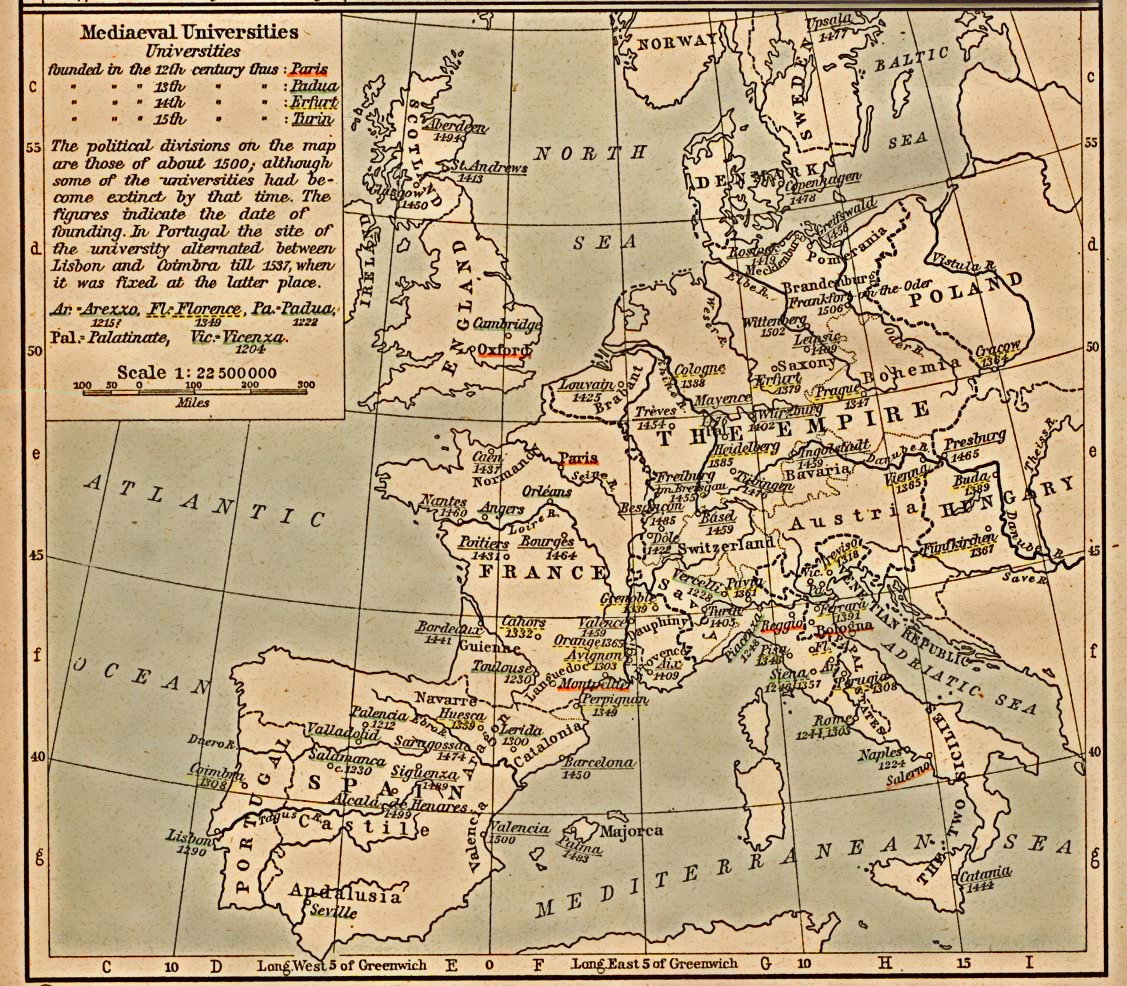
一張標記著中世紀歐洲大學的地圖

- 教会大学，学生和教师在一个校长领导下形成一种密切配合的团体，像巴黎、牛津和剑桥等大学。
- 公立大学，由学生选举出来的校长总揽校务，如博洛尼亚和帕多瓦等大学。
- 国立大学，由帝王、公侯徵得教宗敕許而建立的，如西西里的腓特烈二世成立的那不勒斯大学，卡斯蒂拉的斐迪南三世成立的萨拉曼卡大学。

西方早期不少大學為教會主導之下設立，在英國和美國，許多大學的校名遺下其影響的痕跡，如：聖安妮（St. Anne's）、聖安東尼（St. Anthony's）、聖瑪麗（St. Mary's）、聖伯納特（St. Bernard's）、聖奧拉夫（St. Olafs）等等，均與基督教聖徒相關。

#### 欧洲大学之母
欧洲有两个大学之母。
一个是1088年在意大利博洛尼亚建立的博洛尼亚大學，被认为是欧洲第一所大学，因而有“大学之母”（Alma Mater Studiorum）之称，这所学校先由学生组织起来，然后再招聘教师。而法国巴黎大学则是先由教师组织起来，之后再招收学生。

再者，據1987年新編的《大不列顛百科全書》，中文版（大學）條中說明：
|  | 第一所大學設在波洛亞，創建於十一世紀末……最早的現代大學……設有研究生院和本科生院……十七世紀末建於德國（哈勒，一六九四）。當時，哈佛（一六三六）和耶魯（一六六一）還是學院。 |

另一个则是1810年威廉·冯·洪堡建立柏林大学，将研究和教学结合起来，并确立了大学自治和学术自由的原则，这被认为是现代大学的开端，被称为“现代大学之母”（Mutter aller modernen Universitäten）。这种模式在美国最早被约翰斯·霍普金斯大学所效仿，到现在被世界各地的大学广泛采用。

### 其他地区
在巴基斯坦伊斯兰堡西北30公里的一座古城--塔克西拉,1980年正式被聯合國教育、科學及文化組織列入世界遺產.原因是早在西元前7世紀这里已是該地区最早的高等学校所在地。

## 大学的职能和作用
大学作为一种服务机构與教育研究中心，主要功能是开展教学活动、科学研究、技术开发和社会服务，提供强且有力的人才保证和智力支撑，促进改革创新，推进文化传承创新。

## 大学的精神与理念
大学精神是大学文化的核心。大学精神往往内化为大学的操守与观念，外化为培养人的实践与大学的社会贡献。长期形成的大学精神不会因岁月流逝而褪色，相反，时间越久，就越根深柢固、底蕴丰厚。

### 東亞大学的精神
東亞大学的源头在春秋战国时期。“行修言道，礼之质也。博闻强识而让，敦善行而不怠，谓之君子。”，“道”的产生标志着中国精神的起源，也是東亞大学精神的起源。《大学》开篇裡：“大学之道，在明明德，在亲民，在止于至善。”。“士志于道”，是東亞大学精神的千年根基，是東亞大学精神万变中的不变；自主与他主，是東亞大学精神兴衰、显隐的主要根源；明道、变道、弘道，是東亞大学精神发展的走向。在中国历代大学中，“士”是个关键概念。“士志于道”即“士”追求“道”。在数千年的历史中，多样性的“士”，通过“士各有志”的多样性的“志”共同指向外在一致而内在多样性的“道”。这便是東亞古代大学精神的基本原理。

### 西方大学的理念
在西方历史上，德国哲学家康德首次提出了近代理性化大学理念，他在《学部冲突》一书中表明：“大学是一个学术共同体，它的品性是独立追求真理和学术自由。”，为现代大学的科学探索与人文理性的结合奠定了基础。洪堡的大学理念实际上是康德大学理念的实践，洪堡大学创建了现代大学制度，确立了大学的教学和科研两大职能，并把科研看作是大学的生活方式。这就是现代大学精神的一个来源，即把自由地探求未知和养成人们探求未知的习惯作为大学的生活方式。大学自治和学术自由是现代大学制度的两块基石，它们解决了大学和公权力、大学和教授之间的关系。现代大学制度的实质是排斥不法干预，鼓励教授与学生在法律许可范围内自由、自主、自律地追求真理与探究学术，以形成大大小小的自治体。19世纪，英国国教会牛津运动领导人約翰·亨利·紐曼在《大学的理念》一书中提出了通识教育和智育是大学之本质的理念。20世纪的德国哲学家贾斯珀，首次提出了比较系统的、以存在哲学为基础的大学理念，其最突显之处在于强调大学应实现人的精神全面发展的整体性。二战后的美国在大学理念上颇有建树，虽声调不一，但总体上是力求实现人的发展，其指导思想是现代人文主义。

## 大學與社會
大學的發展和所處社會常有密不可分的關係。1975-1995之間的美國大學可作為好例子。1960年代及70年代初美國社會歷經了大規模反對越南戰爭的示威、以及聲援民權運動的遊行，校園裡的學生甚至教授都有密切呼應。1975越南戰爭結束之後，美國社會和大學可說進入新的階段。各大學採取保障弱勢的行動（affirmative actions），提高弱勢族群（特別是黑人）入學的比例，但也引起白人學生的反彈，甚至引起訴訟。大學以成本考量，校內終身全職的教師比例越來越低，而廉價的兼任教師比例逐漸提升。大學校園內發生如學生酗酒、偷竊、強姦、毒品或殺人等問題。籃球、美式足球等比賽規模越來越大，明星球隊為學校帶來巨額收入。由於求職、升等的壓力越來越高，教授偽造資料、抄襲論文等問題反覆出現，部分大學則將政府提供的研究經費用在非相關的支出（如校長的官邸與遊艇）。校園裡，自由派的師生堅持設立政治正確的規範，禁止歧視的言論和行為，而保守派則強烈反對這些限制。大學開始關注女性教師及學生的權益，設立了處理性騷擾和歧視投訴的機制女性教師倡議保障女性教育與工作權等。

## 研究書目
- 金耀基：《大學之理念》（北京：三聯書店，2001）。
- Brubacher - 2017 - Higher Education in Transition History of America

### 相关术语
- 公立大學
- 國立大學
- 私立大學
- 野雞大學
- 宗座大學
- 州立大學系統
- 大學院大學
- 高等教育
- 高等学校
- 科技大學
- 師範院校
- 大专院校
- 学术
- 大学职称
- 学位
- 学院
- 技術学院
- 文理学院
- 大学生
- 研究生
- 研究生院
- 专业研究生学院
- 科系

### 历史上的类似机构
- 太学
- 国子监

## 外部連結
- 丁學良：〈何謂世界一流大學？〉 （页面存档备份，存于）（2005）
- 丁學良：〈中國的大學最差的是軟環境 （页面存档备份，存于）〉。
- 薛涌：〈中國大學的病灶〉 （页面存档备份，存于）（2009）
- 中華人民共和國教育部——2008年具有普通高等学历教育招生资格的高等学校名单 （页面存档备份，存于）
- 中華人民共和國教育部——高等教育专题规划